# Tiêu chảy
Tiêu chảy hay Ỉa chảy, Tào Tháo đuổi (cách gọi dân dã), (Tiếng Anh: diarrhea) là tình trạng đi ngoài phân lỏng ba lần hoặc nhiều hơn mỗi ngày. Bệnh có hai dạng là "tiêu chảy cấp tính" và "tiêu chảy mạn tính". Nguyên nhân phổ biến nhất là nhiễm trùng đường ruột do virus, siêu vi hoặc ký sinh trùng gây ra, một chứng bệnh được gọi là viêm dạ dày-ruột. Các trường hợp nhiễm trùng này là thường là do ăn thức ăn hoặc uống nước đã bị nhiễm khuẩn từ phân hoặc trực tiếp từ người mắc bệnh. Có thể chia tiêu chảy thành ba loại: tiêu chảy phân nước ngắn hạn, tiêu chảy phân có máu ngắn hạn, và nếu tiêu chảy kéo dài hơn hai tuần thì được gọi là tiêu chảy kéo dài. Tiêu chảy phân nước ngắn hạn có thể do nhiễm khuẩn tả gây ra. Nếu có máu xuất hiện trong phân, thì đó là mắc chứng lỵ. Một số nguyên nhân gây tiêu chảy không do nhiễm khuẩn như: tăng năng tuyến giáp, không dung nạp lactose, bệnh viêm đường ruột, một số loại thuốc, hội chứng ruột kích thích.
Để ngăn ngừa tiêu chảy do nhiễm khuẩn, cần cải thiện điều kiện vệ sinh, uống nước sạch, và rửa tay. Việc nuôi con bằng sữa mẹ cũng được khuyến nghị đồng thời với việc tiêm chủng phòng rotavirus. Dung dịch bù nước bằng đường uống (ORS), là nước sạch với chút muối và đường, cùng với viên kẽm là những phương pháp điều trị được chọn sử dụng. Và cách điều trị này được đánh giá là đã cứu được 50 triệu trẻ em trong 25 năm qua. Khi mắc bệnh tiêu chảy, bệnh nhân được khuyến nghị tiếp tục ăn thức ăn bổ dưỡng và trẻ nhỏ tiếp tục được cho bú mẹ. Trong trường hợp không có sẵn ORS thương mại, có thể tự pha chế các dung dịch bù nước ở nhà để dùng.  Đối với những trường hợp mất nước nghiêm trọng, việc truyền dịch có thể được yêu cầu sử dụng. Tuy nhiên, trong phần lớn trường hợp, tiêu chảy vẫn được điều trị tốt bằng việc bù nước bằng đường uống. Các loại thuốc kháng sinh hiếm khi được sử dụng, tuy nhiên, kháng sinh vẫn có thể được bác sĩ kê toa trong một số ít trường hợp những người bị tiêu chảy có máu và sốt cao, những người bị tiêu chảy nghiêm trọng khi đi du lịch, và những người có vi khuẩn hoặc ký sinh trùng rõ ràng trong phân. Loperamide có thể giúp giảm số lần đi tiêu nhưng không được dùng với những người đang mắc bệnh nặng.
Có khoảng 1,7 đến 5 tỷ ca mắc tiêu chảy mỗi năm. Phần lớn là ở các nước đang phát triển, nơi mà trẻ em mắc tiêu chảy trung bình ba lần trong một năm. Vào năm 2012, tiêu chảy là nguyên nhân phổ biến đứng thứ hai trên thế giới làm chết trẻ em dưới năm tuổi (0,76 triệu hoặc 11%). Việc thường hay mắc tiêu chảy cũng là nguyên nhân phổ biến của tình trạng suy dinh dưỡng và đó là nguyên nhân chính yếu làm trẻ dưới năm tuổi bị còi cọc. Các hậu quả về lâu về dài khác có thể xảy ra do hay mắc tiêu chảy gồm có thể chất yếu ớt, và kém phát triển trí tuệ.
Bệnh tiêu chảy là nguyên nhân phổ biến tử vong ở các nước đang phát triển và đứng thứ hai trong số các bệnh gây tử vong trẻ em trên thế giới. Năm 2009, theo khảo sát, bệnh tiêu chảy là nguyên nhân làm cho 1.1 triệu trẻ em 5 tuổi và 1.5 triệu trẻ em dưới 5 tuổi tử vong.

## Định nghĩa
Bệnh tiêu chảy được định nghĩa bởi Tổ chức Y tế Thế giới khi bệnh nhân có số lần đi phân lỏng nhiều hơn ba lần mỗi ngày hoặc bệnh nhân ấy đi tiêu nhiều phân hơn lúc khỏe mạnh.
Tiêu chảy cấp tính được Tổ chức Vị tràng học Thế giới (World Gastroenterology Organisation) định nghĩa là đi tiêu phân lợn cợn hoặc phân lỏng liên tục một cách bất thường kéo dài gần 14 ngày.
Tiêu chảy do bị kích thích bài tiết: là tiêu chảy do tăng sự kích thích hoặc do không dung nạp. Nguyên nhân chủ yếu của loại tiêu chảy này là do độc tố của khuẩn tả làm kích thích bài tiết ion âm, đặc biệt là ion chloride. Tiêu chảy vẫn tiếp tục kể cả khi không ăn.
Tiêu chảy thẩm thấu: loại tiêu chảy này xuất hiện khi có quá nhiều nước được kéo vào ruột. Nếu một người uống thứ nước có quá nhiều đường hay quá nhiều muối, những thứ này có thể kéo nước từ cơ thể vào trong ruột và gây nên tiêu chảy thẩm thấu. Tiêu chảy thẩm thấu cũng có thể do tiêu hóa kém (vd, do mắc bệnh về tụy hoặc bệnh Coeliac), khi đó các chất dinh dưỡng bị bỏ lại trong ruột kéo theo nước. Hoặc tiêu chảy có thể do các thuốc nhuận tràng thẩm thấu gây ra (thứ thuốc này hoat động làm dịu chứng táo bón bằng cách kéo nước vào ruột). Đối với những người khỏe mạnh, dùng quá nhiều magnesi hoặc vitamin C hay đường lactose khó tiêu hóa cũng có thể gây ra tiêu chảy thẩm thấu và chứng sưng ruột. Đối với những người hấp thu kém fructose, việc tiêu thụ quá nhiều fructose cũng có thể dẫn đến tiêu chảy. Những thực phẩm chứa nhiều fructose cũng đồng thời chứa lượng lớn đường glucose sẽ dễ hấp thu hơn và ít gây tiêu chảy hơn. Các thứ rượu có đường như sorbitol (thường có trong các thực phẩm không chứa đường) thường khó làm cơ thể hấp thu, và nếu dùng lượng lớn có thể khiến bị tiêu chảy thẩm thấu. Phần lớn những trường hợp này, tiêu chảy thẩm thấu sẽ ngưng nếu các tác nhân gây tiêu chảy không được nạp vào cơ thể nữa.
Tiêu chảy rỉ mủ: Khi bệnh nhân mắc tiêu chảy loại này, trong phân sẽ có máu và mủ. Tiêu chảy này thường do các bệnh viêm đường ruột, như bệnh Crohn hoặc viêm loét đại tràng, và những bệnh nhiễm trùng đường ruột nghiêm trọng như E.coli, hay những dạng ngộ độc thực phẩm gây ra.
Kiết lỵ: Khi tiêu chảy có kèm máu thấy rõ trong phân, tiêu chảy này gọi là kiết lỵ. Máu là dấu hiệu cho thấy mô ruột bị xâm lấn. Bị lỵ là một trong các triệu chứng của bệnh Shigella, Entamoeba histolytica, và Salmonella.

## Nguyên nhân

Mô hình hệ tiêu hóa người.

Bệnh thường có liên quan đến những nguyên nhân nhiễm khuẩn. Đây là nguyên nhân thường gặp nhất. Nguyên nhân này là do mất cân bằng giữa vi khuẩn có lợi và vi khuẩn có hại trong đường ruột  (do vệ sinh ăn uống kém). Các vi khuẩn có hại khi xâm nhập vào đường ruột và nếu chúng mạnh hơn vi khuẩn có lợi chúng sẽ lấn áp các vi khuẩn có lợi và tiết ra độc tố gây nên tiêu chảy. Nhưng nguyên nhân bệnh cũng có thể do tích lũy trong khoang bụng những dịch có áp suất thẩm thấu cao không hấp thụ được, như trong trường hợp thiếu hụt lactose hoặc do những kích thích ở dạ dày ruột, một nguyên nhân nữa là cũng có thể do ruột có cấu tạo hoặc khả năng nhu động không bình thường.
Tiêu chảy thường mắc nhiều nhất là do nhiễm virut Rotavirus, chiếm đến 40% trường hợp tiêu chảy ở trẻ dưới năm tuổi. Tuy nhiên, tiêu chảy ở những khách du lịch phần lớn là do nhiễm khuẩn. Các loại độc chất như ngộ độc do nấm và thuốc cũng có thể gây tiêu chảy cấp.
Tiêu chảy mãn tính có thể là do mắc các bệnh mãn tính ảnh hưởng đến đường ruột. Các nguyên nhân phổ biến gồm có: viêm loét đại tràng, bệnh Crohn, viêm ruột, hội chứng ruột kích thích, không dung nạp axít mật,…
Chứng tiêu chảy nhẹ mãn tính ở trẻ dưới ba tuổi có thể xảy ra mà không có nguyên nhân rõ ràng và không do bệnh nào khác gây ra; tiêu chảy này gọi là tiêu chảy trẻ con.

## Biện pháp ngăn ngừa
Vắc-xin Rotavirus góp phần giảm tỷ lệ mắc tiêu chảy trong dân chúng. Nhiều vaxin mới chống rotavirus, Shigella, ETEC, và khuẩn tả, cũng như là các nguyên nhân gây tiêu chảy do nhiễm khuẩn khác, đang được nghiên cứu phát triển.
Lợi khuẩn cũng giúp giảm nguy cơ gây tiêu chảy do dùng kháng sinh. Việc khuyến khích rửa tay sạch sẽ giúp giảm đáng kể khả năng mắc tiêu chảy.

## Điều trị
Ở nhiều trường hợp mắc tiêu chảy, bù dịch là biện pháp chữa trị duy nhất cần đến (thường dùng Oresol). Thường là biện pháp bù dịch bằng đường uống, trong trường hợp nghiêm trọng thì bằng đường truyền qua tĩnh mạch. Các nghiên cứu cho thấy giới hạn uống sữa ở trẻ nhỏ không cần thiết, vì việc uống sữa không làm kéo dài thời gian bị tiêu chảy. Trái lại, Tổ chức Y tế thế giới còn khuyến nghị trẻ mắc tiêu chảy nên tiếp tục ăn, vì các chất dinh dưỡng đầy đủ thường vẫn được hấp thu để giúp tăng chiều cao và cân nặng và việc tiếp tục ăn cũng giúp hoạt động ruột hồi phục nhanh. Tổ chức CDC khuyến nghị trẻ lớn và người lớn mắc tiêu chảy cũng nên tiếp tục ăn uống bình thường.

### Bù dịch
Bù dịch đường uống có thể được sử
dụng để ngăn chặn bị mất nước. Các dung dịch làm ở nhà như nước cơm pha muối,
nước ya-ua pha muối, súp gà và rau củ với muối cũng có thể được cho bệnh nhân dùng.
Với mỗi lít nước dung dịch gạo rang hoặc ngũ cốc nấu nước cho vào từ ½ đến một
thìa cà phê muối. Một ấn phẩm của Tổ chức y tế thế giới dành cho y bác sĩ hướng
dẫn làm dung dịch bù nước đường uống tại nhà gồm 1 lít nước pha với 1,5-3gr (từ
½ - 1 thìa cà phê) muối và 18gr (hai thìa súp) đường (vị gần giống vị nước mắt).
Tuy nhiên không nên cho bệnh nhân tiêu chảy uống dung dịch chứa quá nhiều đường
và muối, vì như thế sẽ khiến việc mất nước còn trầm trọng hơn.
Nếu có thì nên cho vào một lượng phù hợp kẽm và kali. Dù có hay không có sẵn hai chất này thì cũng không nên trì
hoãn việc bù nước. Như WHO khuyến cáo, điều quan trọng nhất là bắt đầu ngăn chặn
việc mất nước càng sớm càng tốt.
Trong khoảng một hay hai giờ đầu uống dung dịch bù muối, bệnh nhân thường hay nôn ói, đặc biệt là nếu một trẻ uống
dung dịch này quá nhanh. Nếu trường hợp này xảy ra, chờ 5 – 10 phút sau hãy cho
trẻ từ từ uống dung dịch lại.
Trẻ dưới năm tuổi không nên uống lượng lớn đường đơn, như nước ngọt và nước trái cây, vì những thứ này có thể
làm tăng việc mất nước.

### Ăn uống
Tổ chức y tế thế giới ( WHO ) khuyến nghị tiếp tục cho trẻ bị tiêu chảy ăn uống bình thường. Tiếp tục ăn uống sẽ đẩy
nhanh tốc độ hồi phục hoạt động bình thường của đường ruột. Ngược lại, những trẻ
bị cấm đoán ăn uống sẽ bị tiêu chảy kéo dài lâu hơn và việc hồi phục chức năng
của đường ruột sẽ chậm hơn. Trẻ nhỏ vẫn nên tiếp tục được cho bú mẹ. Trường hợp
bị tả cũng nên được tiếp tục cho ăn uống bình thường.

### Thuốc
Ở một vài trường hợp tiêu chảy cấp tính, các thuốc kháng sinh hữu ích, tuy nhiên thường thì kháng sinh không được sử dụng. Một số quan ngại rằng kháng sinh có thể làm tăng nguy cơ bị hội chứng
tan huyết urê ở những người bị nhiễm Escherichia coli O157:H7. Ở những nước
nghèo, việc điều trị bằng kháng sinh có thể hiệu quả. Tuy nhiên, một số vi khuẩn
có thể kháng thuốc, đặc biệt là khuẩn Shigella.
Kháng sinh cũng có thể là nguyên nhân gây tiêu chảy, và tiêu chảy do kháng sinh là tác dụng phụ phổ biến nhất của việc điều trị bằng kháng sinh.
Hoạt chất bismuth (Pepto-Bismol) làm giảm số lần đi đại tiện ở những khách du lịch mắc tiêu chảy, nhưng lại
không làm giảm thời gian mắc bệnh. Các chất chắn acid mật như cholestyramine có
thể có tác dụng trong trường hợp bị tiêu chảy mãn tính do không hấp thu acid mật.

### Các phương pháp điều trị khác
Bổ sung kẽm có lợi cho trẻ bị
tiêu chảy ở những nước đang phát triển, nhưng chỉ dùng cho trẻ trên 6 tháng tuổi.
Men vi sinh làm giảm việc kéo dài những triệu chứng trong vòng một ngày, và làm
giảm nguy cơ kéo dài triệu chứng hơn 4 ngày đến 60%. Lợi khuẩn lactobacillus có
thể giúp ngăn chặn tiêu chảy do dùng kháng sinh ở người lớn, nhưng lại không có
hiệu quả ở trẻ. Với những ai mắc chứng không dung nạp lactose, việc sử dụng những
enzyme tiêu hóa có chứa lactase khi ăn uống những thực phẩm làm từ sữa thường cải
thiện được tình trạng của mình.
Tình trạng tiêu chảy cũng là một phản ứng có lợi cho cơ thể nhằm đưa hết những chất lạ có hại cho cơ thể như độc tố hoặc các men do vi khuẩn gây hại tiết ra đi ra khỏi cơ thể (theo cơ chế lấy nước trong cơ thể đưa vào ruột để việc thải chất độc ra khỏi cơ thể được dễ dàng hơn). Cho nên ưu tiên hàng đầu trong điều trị bệnh là làm cân bằng vi sinh vật đường ruột (vi khuẩn có lợi > hoặc = Vi khuẩn có hại) và bù nước và chất điện giải. Các nhóm thuốc ưu tiên sử dụng:
Nhóm bù nước và chất điện giải
Oresol là thuốc thường được sử dụng chủ yếu. Nước và chất điện giải đóng góp một vai trò quan trọng trong cơ thể con người trong việc tạo ra sự cân bằng về sinh hoá vì vậy nếu thiếu hụt chúng, cơ thể sẽ có những rối loạn nhất định.
Oresol thường được đóng gói dưới dạng bột khô dễ tan trong nước. Có dạng gói dành cho trẻ em và cho người lớn. Thông thường một gói có thể pha trong 1000ml nước đun sôi để nguội và uống trong ngày. Đây là cách bù nước hiệu quả nhất có thể làm khi bị tiêu chảy và còn có thể uống được.
Men vi sinh
Lactobacillus reuteri DSM 17938  đây là các vi khuẩn sống được đông khô, khi vào trong ruột chúng sinh sôi rất nhanh tạo ra một đội quân hùng hậu trấn áp các vi khuẩn có hại như ecoli, virus rota.. để lập lại trạng thái cân bằng.
Chất hấp thụ
Attapulgit, hay than hoạt tính.
Nhóm này có công dụng hấp thụ các độc tố, khí hơi trong đường ruột.
Nhóm hỗ trợ
Khi bị tiêu chảy, bệnh nhân thường có biểu hiện đau bụng, đau quặn thắt ở vùng rốn, tuy nhiên, bệnh nhân không nên tuỳ tiện sử dụng thuốc hỗ trợ giảm đau mà chỉ nên dùng cao xoa bóp, dầu gió, cao đắp rốn từ thảo dược hoặc cao dán rốn dạng hấp thu mạnh có hỗ trợ điều trị tiêu chảy và chữa đau bụng.
Cần lưu ý: trong điều trị tiêu chảy không nên lạm dụng các thuốc làm giảm nhu động ruột như Loperamid, Opioid vì lý do độc tố, vi khuẩn có hại cần được đưa ra khỏi cơ thể thông qua việc đi tiêu mà loại thuốc này làm cản trở quá trình đi tiêu. Bên cạnh đó chúng cũng có một số tác dụng phụ mà cần phải thận trọng khi dùng nhất là đối với người lớn tuổi và trẻ em.
Tiêu chảy cấp tính
Nhóm thuốc chống tiêu chảy chính là các chất hấp phụ như attapulgit, kaolin, pectin và nhóm các thuốc làm giảm nhu động ruột như diphenoxylat, loperamid và codein. Các thuốc nhuận tràng tạo khối phân lớn cũng được dùng như methylcellulose do tính chất hấp thu của chúng. Chất ức chế calmodulin là zaldarid có hiệu quả làm giảm triệu chứng tiêu chảy.
Tiêu chảy mãn tính
Thường có liên quan đến một bệnh nào đó trên cơ thể, nên việc chữa triệu chứng tiêu chảy không thích hợp bằng chữa nguyên nhân gây bệnh, ví dụ như dùng cholestyramin chữa tiêu chảy liên quan đến sự hấp thu các acid mật kém. Trong trường hợp không loại trừ được bệnh đã gây ra tiêu chảy mạn tính thì có thể mới chữa triệu chứng, ví dụ như tiêu chảy của bệnh nhân đái tháo đường.

### Tiêu chảy thẩm thấu
Tiêu chảy do giảm hấp thu dịch, chất điện giải và dinh dưỡng được coi là tiêu chảy thẩm thấu. Mức độ tiêu chảy từ nhẹ đến vừa, khối lượng phân từ 250ml đến 1 lít/ngày. Sự không hấp thu được một chất dinh dưỡng đơn thuần như lactose thường gây ra triệu chứng trướng bụng hơn là tiêu chảy, trừ trường hợp nặng. Hiện tượng tiêu chảy thẩm thấu sẽ dừng lại khi chúng ta ngừng ăn những thực phẩm đó.

### Tiêu chảy xuất tiết
Là sự rối loạn về chuyển tải ion trong các tế bào biểu mô của ruột làm tăng sự bài tiết và giảm hấp thu hoặc là cả hai. Đối với hiện tượng tiêu chảy này thì việc ngưng ăn không có tác dụng.

## Dịch tễ học

Năm sống của người suy nhược vì tiêu chảy trên 100.000 dân năm 2004.
không có dữ liệu
< 500
500-1000
1000-1500
1500-2000
2000-2500
2500-3000
3000-3500
3500-4000
4000-4500
4500-5000
5000-6000
> 6000

Trên toàn thế giới năm 2004, có xấp xỉ 2.5 triệu ca mắc bệnh xảy ra với 1.5 triệu trẻ em dưới 5 tuổi tử vong.  Hơn một nửa bệnh nhân là ở châu Phi và Nam Á. Điều này đã giảm so với tỉ lệ tử vong 5 triệu mỗi năm so với hai thập kỷ trước đây. Theo số liệu năm 2003, bệnh tiêu chảy vẫn là nguyên nhân thứ hai dẫn tới tử vong trẻ em (16%) sau bệnh viêm phổi (17%) ở nhóm cùng lứa tuổi.
Năm 2013, viêm phổi và tiêu chảy vẫn chiếm tới 29% ca tử vong trẻ em trên toàn cầu với hai triệu trẻ em tử vong mỗi năm.